# GROUP A
GROUP A is een architectenbureau gevestigd in de stad Rotterdam. Het bureau is in 1996 opgericht door Maarten van Bremen, Folkert van Hagen en Adam Visser.

## Afbeeldingen

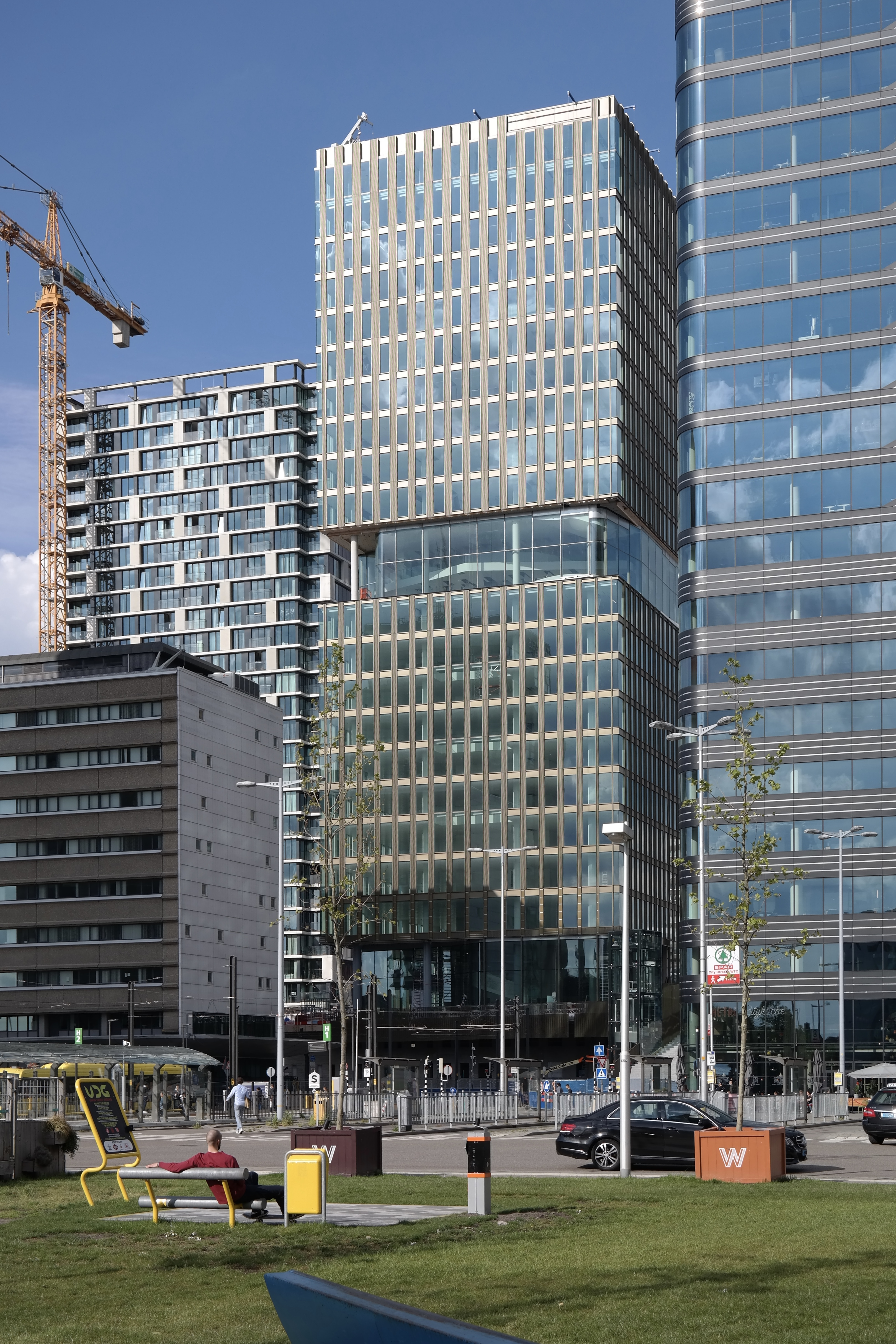
Kantoorgebouw Central Park Utrecht
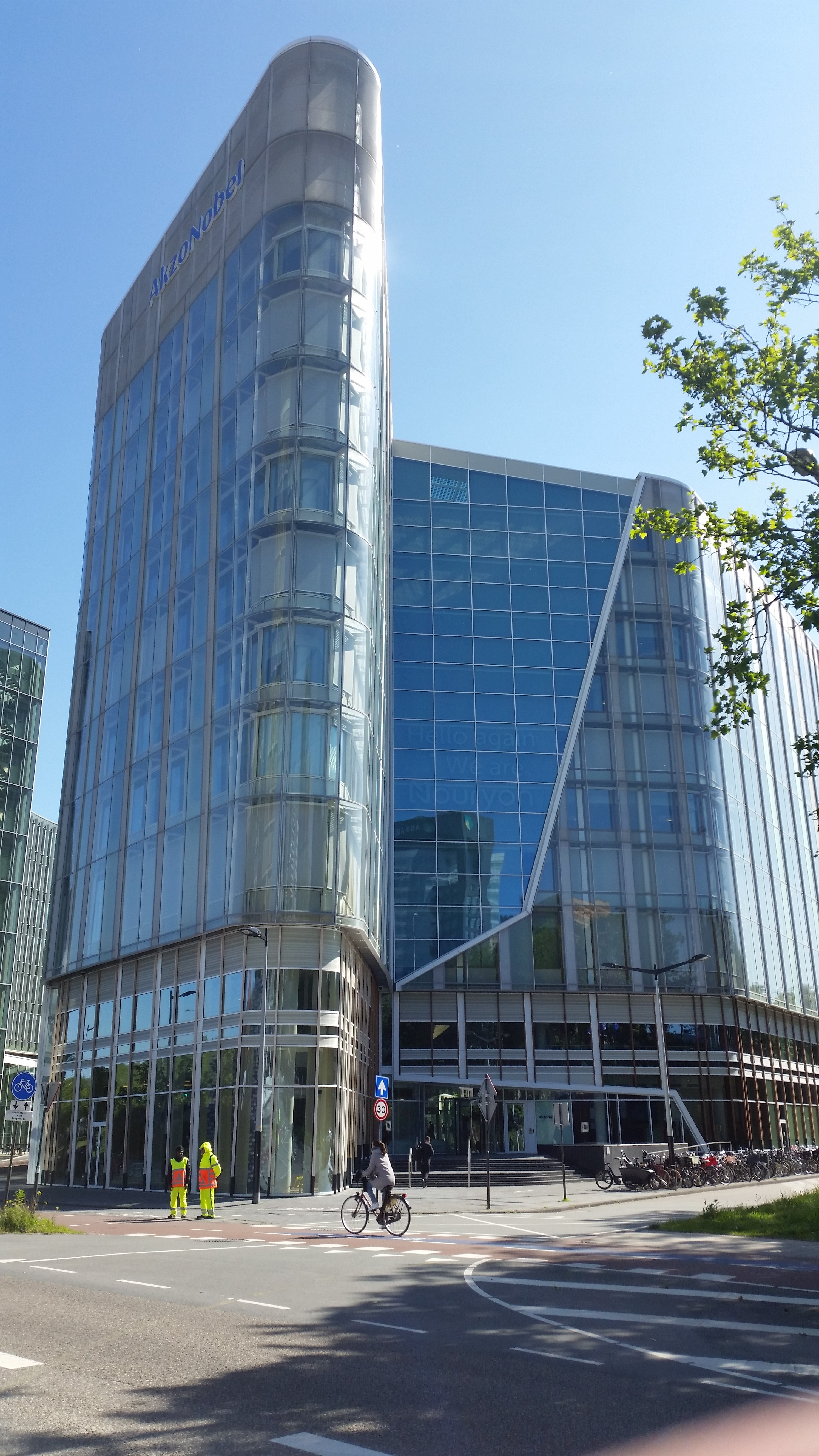
Hoofdkantoor AkzoNobel, Amsterdam
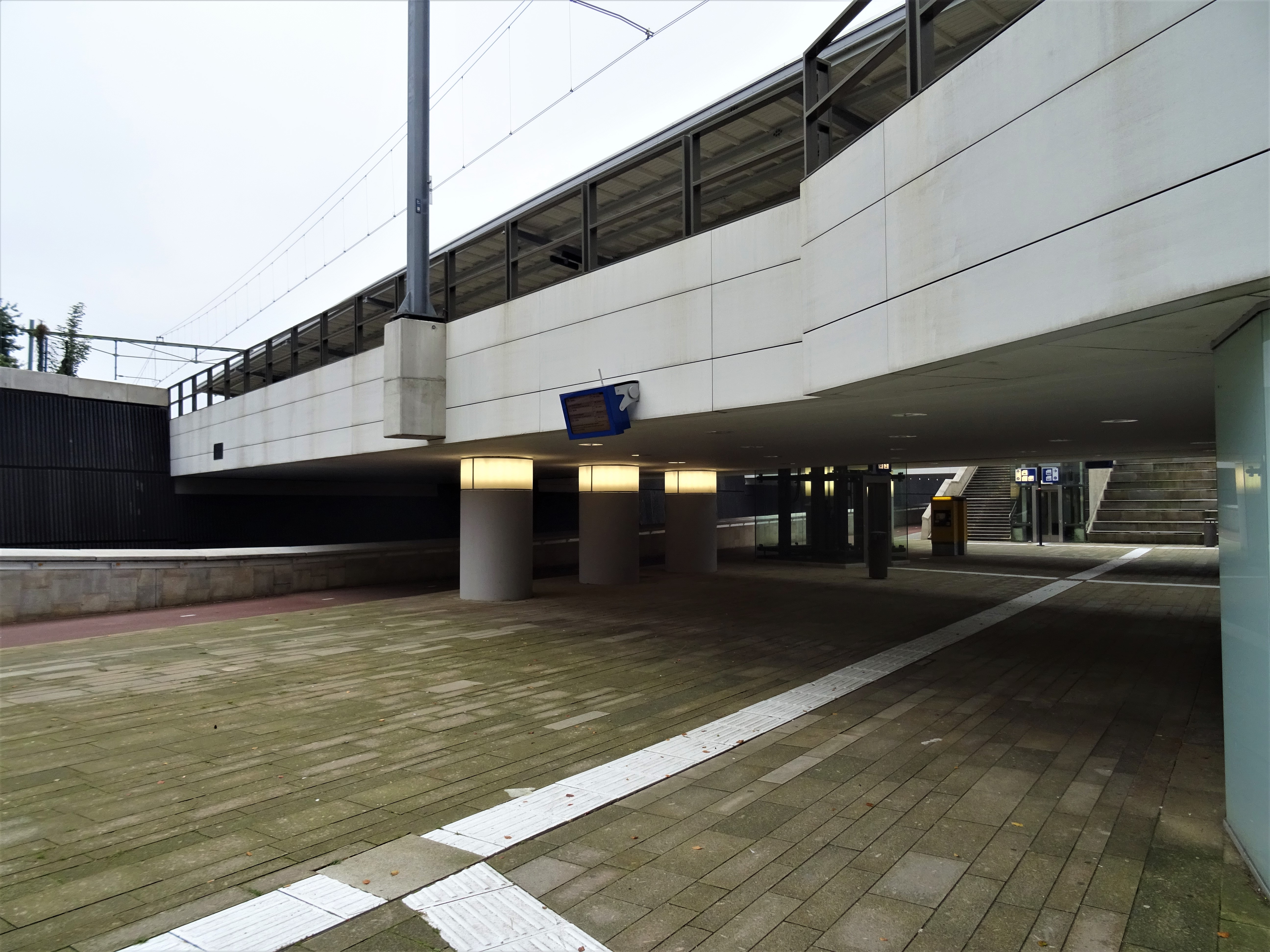
Station Harderwijk
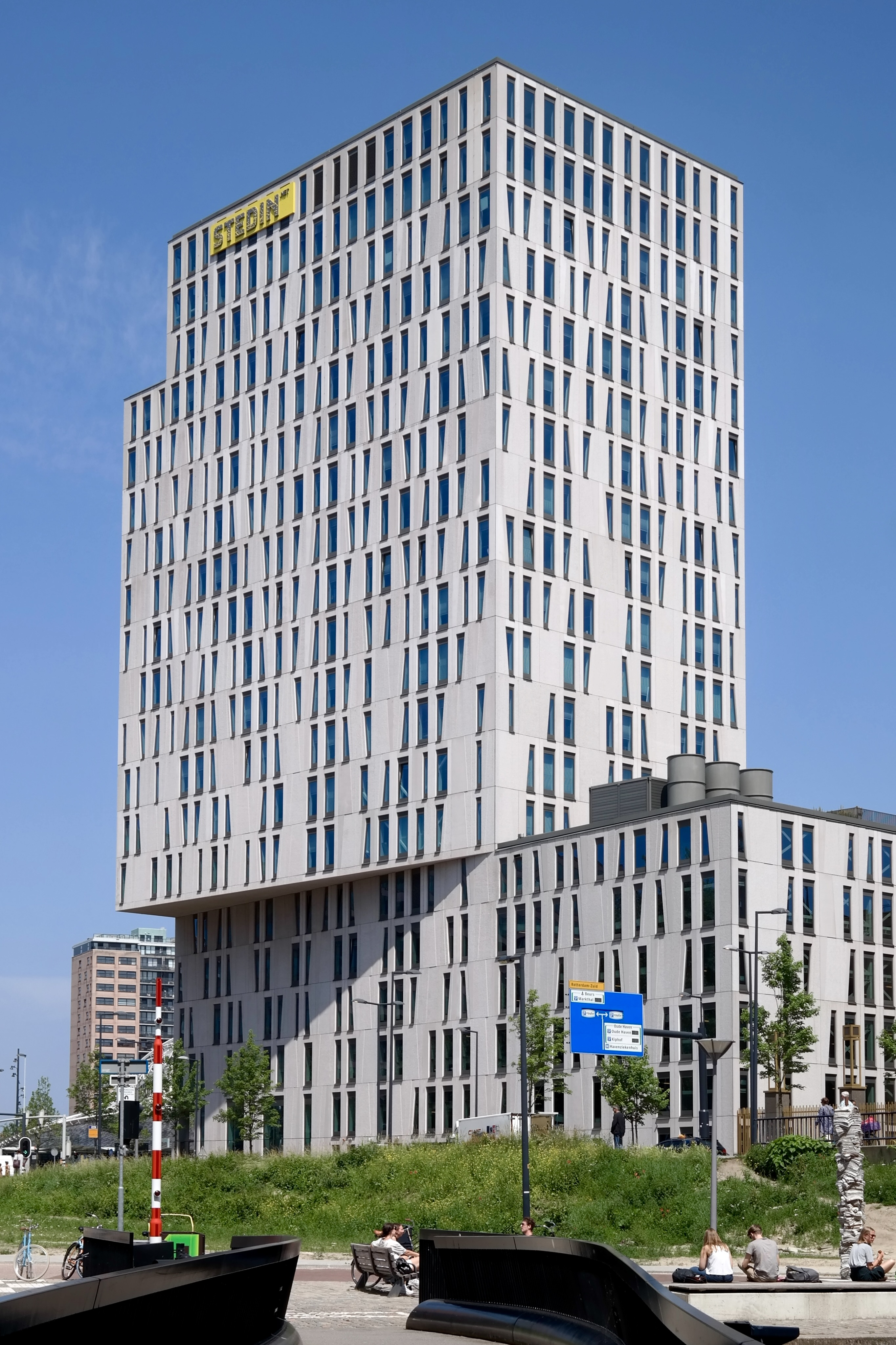
Kantoorgebouw Blaak 8 Rotterdam